# فرودگاه ویکتور ماین
فرودگاه ویکتور ماین (به انگلیسی: Victor Mine Aerodrome) یک فرودگاه خصوصی است که یک باند فرود شن دارد و طول باند آن ۹۹۲ متر است. این فرودگاه در کشور کانادا قرار دارد و در ارتفاع ۸۹ متری از سطح دریا واقع شده است.